# 幹本ヤエ
幹本ヤエ（みきもとヤエ）は、日本の漫画家。埼玉県川越市出身。
2009年、『ミステリーボニータ』（秋田書店）に掲載の『書記くんと会計さん』でデビュー。以降、秋田書店の少女誌を中心に作品を発表。『ミステリーボニータ』にて『十十虫は夢を見る』、『プチプリンセス』、『ミステリーボニータ』にて『ネコダン。〜猫と男子高校生〜」、『シルフ』（アスキーメディアワークス）にて『ノーブルチルドレンの残酷』（原作・綾崎隼）、漫画アプリ『Palcy』にて『川越の書生さん』を連載していた。

## 作品リスト

### 漫画

#### 連載
- 十十虫は夢を見る（『ミステリーボニータ』2010年4月号 - 2018年8月号）
- ノーブルチルドレンの残酷（原作・綾崎隼、『シルフ』2012年9月号 - 2013年10月号）
- 川越の書生さん(『Palcy』2019年5月20日 - 2021年2月22日)
- ネコダン。〜猫と男子高校生〜（『プチプリンセス』2011年2月号、4月号、6月号、8月号、10月号、12月号、2011年2月号、2012年4月号、6月号、8月号、10月号、12月号、『ミステリーボニータ』2010年9月号、2011年12月号、2012年12月号、2013年4月号、7月号、11月号、1月号、2014年3月号）
  - ネコダン。特別編 猫コワイ男子（『ミステリーボニータ』2015年3月号、9月号）
- 美大生・月浪縁の怪談（原作：白目黒、『ミステリーボニータ』2025年4月号[4] - ）

#### 読み切り
- 書記くんと会計さん（『ミステリーボニータ』2009年12月号）
- 図書室の女王（『ミステリーボニータ』2010年10月号）
- 山神と少年（『ミステリーボニータ』2011年11月号）
- 八百比丘尼（『ITAN』2013年12号[5]）

### コミックス
ボニータコミックスα
『十十虫は夢を見る』全10巻
シルフコミックス
『ノーブルチルドレンの残酷』 全2巻
ボニータコミックス
『ネコダン。〜猫と男子高校生〜』全1巻
1. 2014年6月16日発売ISBN 978-4-253-26241-5[6]

KCデラックス
『川越の書生さん』全3巻
1. 2019年12月13日発売 ISBN 978-4-06-518036-5[7]
2. 2020年4月13日発売 ISBN 978-4-06-519156-9[8]
3. 2021年2月12日発売 ISBN 978-4-06-521548-7[9]